# Hogna baliana
Hogna baliana este o specie de păianjeni din genul Hogna, familia Lycosidae, descrisă de Roewer, 1959.
Este endemică în Camerun. Conform Catalogue of Life specia Hogna baliana nu are subspecii cunoscute.